# Slieve Aughty Mountains SPA
Slieve Aughty Mountains SPA este o arie protejată (arie de protecție specială avifaunistică — SPA) din Irlanda întinsă pe o suprafață de 59.457,16 ha, integral pe uscat.

## Localizare
Centrul sitului Slieve Aughty Mountains SPA este situat la coordonatele 53°01′13″N 8°36′20″W / 53.020275°N 8.605451°V.

## Înființare
Situl Slieve Aughty Mountains SPA a fost declarat arie de protecție specială avifaunistică în martie 2007 pentru a proteja 2 specii de animale.

## Biodiversitate
Situată în ecoregiunea atlantică, aria protejată nu include niciun habitat protejat.
La baza desemnării sitului se află mai multe specii protejate de  păsări (2): erete vânăt (Circus cyaneus), șoim de iarnă (Falco columbarius).
Pe lângă speciile protejate, pe teritoriul sitului au mai fost identificate 1 specie de păsări.